# Pühret
Pühret ist eine Gemeinde in Oberösterreich im Bezirk Vöcklabruck  im Hausruckviertel mit 655 Einwohnern (Stand 1. Jänner 2024). Die Gemeinde liegt im Gerichtsbezirk Vöcklabruck.

## Geografie
Der Ort Pühret liegt auf 440 Meter Höhe im Hausruckviertel. Die westliche Grenze der Gemeinde bildet der Redlbach mit dem tiefsten Punkt im Süden auf 420 Meter. Die höchsten bewaldeten Hügel im Osten erreichen 480 Meter. Die Gemeinde hat eine Ausdehnung von Nord nach Süd 4,3 Kilometer, von West nach Ost 2,7 Kilometer. Die Gesamtfläche beträgt 6,5 Quadratkilometer. Beinahe drei Viertel der Fläche werden landwirtschaftlich genutzt, etwa ein Fünftel ist bewaldet.

### Gemeindegliederung
Das Gemeindegebiet umfasst folgende Ortschaften (in Klammern Einwohnerzahl Stand 1. Jänner 2024):
- Altensam (170)
- Ennsberg (126)
- Lehen (174)
- Moosham (125)
- Pühret (54)
- Schlierberg (6)

### Nachbargemeinden
|          | Rutzenham                                   | Oberndorf bei Schwanenstadt |
| Pilsbach | Kompassrose, die auf Nachbargemeinden zeigt | Redlham                     |
|          | Attnang-Puchheim                            |                             |

## Geschichte
Ursprünglich im Ostteil des Herzogtums Bayern liegend, gehörte der Ort seit dem 12. Jahrhundert zum Herzogtum Österreich. Seit 1490 wird er dem Fürstentum Österreich ob der Enns zugerechnet.
Während der Napoleonischen Kriege war der Ort mehrfach besetzt.
Seit 1918 gehört der Ort zum Bundesland Oberösterreich. Nach dem Anschluss Österreichs an das Deutsche Reich am 13. März 1938 gehörte der Ort zum Gau Oberdonau. Nach 1945 erfolgte die Wiederherstellung Oberösterreichs.
Die Gemeinde war bis Ende 2004 Teil des Gerichtsbezirks Schwanenstadt und wurde per 1. Jänner 2005 Teil des Gerichtsbezirks Vöcklabruck.

## Wirtschaft und Infrastruktur

### Wirtschaftssektoren
Von den dreißig landwirtschaftlichen Betrieben des Jahres 2010 wurden vierzehn im Haupt-, fünfzehn im Nebenerwerb und einer von einer Personengemeinschaft geführt. Im schwach ausgeprägten Produktionssektor arbeiteten drei Menschen im Bereich Warenherstellung und zwei im Baugewerbe. Von den 215 Erwerbstätigen des Dienstleistungssektors waren 169 in freiberuflichen Dienstleistungen tätig.
| Wirtschaftssektor            | Anzahl Betriebe | Anzahl Betriebe | Erwerbstätige | Erwerbstätige |
| Wirtschaftssektor            | 2011            | 2001            | 2011          | 2001          |
| ---------------------------- | --------------- | --------------- | ------------- | ------------- |
| Land- und Forstwirtschaft 1) | 30              | 34              | 25            | 31            |
| Produktion                   | 3               | 1               | 5             | 3             |
| Dienstleistung               | 17              | 8               | 215           | 60            |

1) Betriebe mit Fläche in den Jahren 2010 und 1999
| Im Jahr 2011 lebten 307 Erwerbstätige in Pühret. Davon arbeiteten 48 in der Gemeinde, mehr als achtzig Prozent pendelten aus. Beinahe 200 Menschen aus der Umgebung kamen zur Arbeit nach Pühret. - Eisenbahn: Durch den Westen des Gemeindegebietes verläuft die Bahnlinie von Ried im Innkreis nach Attnang-Puchheim. | Hier fehlt eine Grafik, die leider im Moment aus technischen Gründen nicht angezeigt werden kann. Wir arbeiten daran! |

## Politik
Aus Kostengründen hat sich Pühret mit den Nachbargemeinden Pitzenberg, Rutzenham und Oberndorf bei Schwanenstadt im Jahr 1936 zu einer Verwaltungsgemeinschaft zusammengeschlossen. Das gemeinsame Gemeindeamt befindet sich in Oberndorf. Im Zuge dieser Kooperation wurde ebenfalls ein gemeinsamer Bauhof für die vier Gemeinden errichtet, der in Rutzenham untergebracht ist. Aufgrund einer Initiativprüfung des Sparpotentials empfahl der Landesrechnungshof 2015, eine Fusionierung der vier Gemeinden anzudenken.
Der Gemeinderat hat 13 Mitglieder.
- Mit den Gemeinderats- und Bürgermeisterwahlen in Oberösterreich 1997 hatte der Gemeinderat folgende Verteilung: 8 ÖVP, 3 SPÖ und 2 FPÖ.
- Mit den Gemeinderats- und Bürgermeisterwahlen in Oberösterreich 2003 hatte der Gemeinderat folgende Verteilung: 9 ÖVP und 4 SPÖ.
- Mit den Gemeinderats- und Bürgermeisterwahlen in Oberösterreich 2009 hatte der Gemeinderat folgende Verteilung: 7 ÖVP, 4 SPÖ und 2 FPÖ.
- Mit den Gemeinderats- und Bürgermeisterwahlen in Oberösterreich 2015 hatte der Gemeinderat folgende Verteilung: 6 ÖVP, 4 SPÖ und 3 FPÖ.
- Mit den Gemeinderats- und Bürgermeisterwahlen in Oberösterreich 2021 hat der Gemeinderat folgende Verteilung: 8 ÖVP, 3 SPÖ und 2 FPÖ.[8]

### Bürgermeister
Bürgermeister seit 1850 waren:
- 1850–1861 Franz Wimmer
- 1861–1864 Mathias Stelzhamer
- 1864–1867 Abraham Racher
- 1867–1870 Josef Neudorfer
- 1870–1873 Johann Waidinger
- 1873–1876 Franz Scheichl
- 1876–1879 Karl Pramesberger
- 1879–1882 Josef Peyrhuber
- 1882–1885 Josef Hummer
- 1885–1894 Mathias Wimmer
- 1894–1897 Georg Sturm
- 1897–1900 Josef Kölblinger
- 1900–1903 Karl Pairhuber
- 1903–1906 Karl Eichinger
- 1906–1909 Franz Fellinger
- 1909–1912 Franz Buxbaum
- 1912–1919 Karl Ebner
- 1919–1924 Johann Plötzeneder
- 1924–1929 Karl Schachermair
- 1929–1942 Johann Kiblinger
- 1942–1945 Franz Huemer
- 1945–1949 Johann Stix
- 1949–1955 Dominik Stix
- 1955–1967 Karl Schiermayr
- 1967–1991 Franz Staudinger
- 1991–1993 Walter Quirchmair
- 1993–2007 Hildegard Hillinger
- seit 2007 Johann Schlachter (ÖVP)[10]

### Wappen
Blasonierung:
Unter silbernem Schildhaupt mit Eisenhutteilung (sechs grüne Eisenhüte) in Grün ein silberner Birkenzweig mit drei Blättern und zwei hängenden Kätzchen.
Die Gemeindefarben sind Grün-Weiß-Schwarz.
Das 1981 verliehene Wappen erklärt mit dem Birkenzweig den Namen der Gemeinde, der „Birkenhain“ bedeutet. Die Eisenhüte stehen für die sechs Ortschaften.